# Schizophrenia (세풀투라의 음반)
| 전문가 평가 | 전문가 평가 |
| 평가 점수   | 평가 점수   |
| 출처        | 점수        |
| ----------- | ----------- |
| AllMusic    | [ 1 ]       |

《Schizophrenia》는 1987년 10월 30일 코구멜로 레코드에 의해 발매된 브라질의 스래시 메탈 밴드 세풀투라의 두 번째 스튜디오 음반이며, 안드레아스 키세르가 있는 밴드의 첫 번째 음반이다.

## 배경
이 음반의 사운드는 스타일적으로 블랙 메탈에 더 가까운 이전 음반 《Morbid Visions》보다 데스 메탈, 스래시 메탈 장르로 더 기울어져 있다. 모든 노래는 1987년 8월에 녹음되었다. 1990년 재발행에는 보너스 트랙 〈Troops of Doom〉이 있으며 1990년 8월 26일부터 27일까지 녹음되었다.
미국에서 그 밴드는 그들의 스타일 때문에 공연을 예약하는 것을 두려워했기 때문에 그들이 공연을 예약하기 위해 고군분투하고 있을 때 라디오 재생 목록을 보냈다. 로드러너 레코드는 그 밴드가 직접 공연하는 것을 보기 전에 그것들에 서명하고 《Schizophrenia》를 국제적으로 발표했다.
이 음반은 카발레라에 의해 재녹음되었고, 원래 세풀투라 멤버인 막스와 이고르 카발레라가 2024년 6월 21일에 발매되었다.

## 곡 목록
모든 곡들은 특별한 언급이 없는 한 세풀투라에 의해 작사/작곡하였다.
| #  | 제목                               | 작사·작곡                   | 재생 시간 |
| -- | ---------------------------------- | --------------------------- | --------- |
| 1. | 〈Intro〉                          |                             | 0:31      |
| 2. | 〈From the Past Comes the Storms〉 |                             | 4:55      |
| 3. | 〈To the Wall〉                    | 세풀투라, 블라디미르 코르그 | 5:36      |
| 4. | 〈Escape to the Void〉             |                             | 4:38      |
| 5. | 〈Inquisition Symphony (기악)〉    |                             | 7:13      |
| 6. | 〈Screams Behind the Shadows〉     |                             | 4:48      |
| 7. | 〈Septic Schizo〉                  |                             | 4:31      |
| 8. | 〈The Abyss (기악)〉               |                             | 1:01      |
| 9. | 〈R.I.P. (Rest in Pain)〉          |                             | 4:36      |